# Sophia Domancich
Sophia Domancich, née le 25 janvier 1957 à Paris, est une pianiste et compositrice française de jazz.

## Biographie
De formation classique, elle étudie au Conservatoire de Paris où elle obtient un premier prix de piano et de musique de chambre,. En 1979 elle fait la connaissance de Steve Lacy, Bernard Lubat et Jean-Louis Chautemps qui l'initient au monde du jazz et de l'improvisation,.
Au cours des années 1980 elle s'intéresse aux musiques africaines et antillaises. Elle forme en 1982 un duo avec Laurent Cugny et joue dans le big band Lumière de ce dernier. Elle participe plus tard à l'orchestre Quoi de neuf docteur ? de Serge Adam,.
Au cours d'une brève collaboration avec le groupe Anaïd, elle fait la connaissance de plusieurs musiciens anglais issus de la scène de Canterbury : l'ex-batteur de Gong Pip Pyle, et, dans la foulée, les ex-Soft Machine, Elton Dean (saxophone) et Hugh Hopper (basse). Ensemble ils forment fin 1984 le groupe Equip' Out, qui comprendra un temps comme cinquième membre Didier Malherbe à la flûte et au saxophone ténor,.
En 1986, elle rencontre Bernard Drouillet (batterie) à l'occasion d'une séance de studio ; celui-ci l'invite à rejoindre le Trio Davenport créé par Charles Calamel (contrebasse),.
En 1990, elle participe à l'album La Petite bouteille de linge de John Greaves (ex-bassiste et chanteur du groupe de rock expérimental Henry Cow), collaboration qui se poursuivra avec Songs (1995), pour partie chanté par Robert Wyatt, et The Trouble With Happiness (2003), en trio avec Vincent Courtois (violoncelle).
En 1990 également, Equip' Out enregistre un second album, Up!, avec le contrebassiste Paul Rogers. Avec ce dernier et les batteurs Bruno Tocanne puis Tony Levin (en), elle forme le Sophia Domancich Trio avec lequel elle tournera huit ans, notamment au club londonien le Ronnie Scott's en 1992, et enregistrera cinq albums en studio.
Toujours avec Paul Rogers, elle crée en 1995 un quartet à la composition originale comprenant deux trompettes (Patrick Fabert et Jean-François Canape).
De 1997 à 2000, elle intègre l'Orchestre national de jazz de Didier Levallet. Elle multiplie les nouvelles rencontres avec notamment le batteur Ramón López et la bassiste Joëlle Léandre (Flowers Trio), Éric Barret, Riccardo Del Fra, Jean-Jacques Avenel, Michel Zenino, Boris Blanchet. Elle reçoit en 1999 le Prix Django-Reinhardt de l'Académie du jazz en tant que Musicien français de l'année. En 2000 elle forme le Quintet Pentacle, avec Simon Goubert, Jean-Luc Cappozzo, Claude Tchamitchian et Michel Marre, quintet avec lequel elle enregistre deux albums.
En 2006 naît le Trio DAG (Domancich, Avenel, Goubert).
Le compositeur de musique électronique Fred Avril lui demande en 2002 de remixer son morceau "The Date", ce qui lui fait découvrir de nouvelles expériences. Elle travaille alors avec le créateur de sons Raphaël Marc, avec qui elle compose Lilienmund, concerto pour piano et électronique inspiré par un lied de Schumann et des œuvres d'Alban Berg et Qigang Chen.
En 2004 elle forme le groupe Soft Bounds avec Simon Goubert et deux anciens collègues de L'Equipe Out, Elton Dean et Hugh Hopper, collaboration hélas interrompue par les décès de ces derniers en 2006 et 2009.
Suivent un album en solo, Rêves familiers, et trois albums avec le trio DAG (Domancich-Avenel-Goubert) avec, sur Free 4 DAG le saxophoniste Dave Liebman.
Elle enregistre ensuite l'album You Don't Know What Love Is en duo avec Simon Goubert.
En 2010, elle publie un album en majorité chanté ou récité, notamment par John Greaves et Himiko Paganotti, Robert Wyatt, Napoleon Maddox, Ramon Lopez : Snakes & Ladders.
Elle enregistre pour le label Futura Marge Washed away avec William Parker et Hamid Drake, Courtepointe avec Mark Helias et Andrew Cyrille, et Alice's Evidence en quintet avec Ray Anderson, Géraldine Laurent, Hélène Labarrière et Nasheet Waits.
En mai 2021 paraît Le Grand Jour (PeeWee!), troisième album en solo de la pianiste après Rêves familiers et So. Elle y mêle le piano et le Fender Rhodes.
En novembre 2021 paraît Twofold Head, en duo avec Simon Goubert (PeeWee!). L'album est inspiré par le cinéma de David Lynch, autour duquel les deux musiciens ont été invités à jouer lors d'une soirée au Méliès en 2016. La musique est jouée entre la projection de courts-métrages du cinéaste.
En 2023 parait Seetu (PeeWee!), troisième album du groupe African Jazz Roots, avec Simon Goubert, Ablaye Cissoko et Jean-Philippe Viret, ainsi que Les Jours rallongent avec Christiane Bopp et Denis Charolles (Compagnie des musiques à ouïr).

## Récompenses
1999 : Prix Django-Reinhardt de l'Académie du jazz

## Discographie

### Comme leader
- 1991 : Funerals, Sophia Domancich Trio (Gimini Music)
- 1993 : Rêve de singe, Sophia Domancich Trio (Gimini Music)
- 1995 : L'année des treize lunes, Sophia Domancich Trio (Seventh Records)
- 1997 : La part des anges, Sophia Domancich Trio (Gimini Music)
- 1999 : Rêves familiers, piano solo (Gimini Music)
- 2003 : Pentacle (Sketch)[7]
- 2007 : Triana Moods, Quintet Pentacle (Cristal Records)
- 2010 : Snakes and Ladders, Sophia Domancich (Cristal Records)
- 2016 : Alice's Evidence (Marge)
- 2016 : So, piano solo (Sans Bruit)[8]
- 2017 : En hiver comme au printemps, Quintet Pentacle (Sans bruit)[8]
- 2021 : Le Grand Jour, piano solo (PeeWee!)

### Comme co-leader
- 1990 : Live 1990, Hatfield And The North (Richard Sinclair, Phil Miller, Pip Pyle, Sophia Domancich) (Code 90)
- 2002 : That Horse Must Be Starving (The Date Remix), avec Fred Avril (F Communications)
- 2005 : Avant, avec Elton Dean (Hux)
- 2005 : Live At Le Triton 2004 Soft Bounds (Hugh Hopper, Elton Dean, Simon Goubert) (Le Triton)
- 2006 : DAG, avec Jean-Jacques Avenel et Simon Goubert (Effendi)
- 2007 : You Don't Know What Love Is, avec Simon Goubert (Cristal Records)
- 2008 : Upcoming Summer, avec Jean-Jacques Avenel et Simon Goubert (Sans Bruit)
- 2008 : Washed Away, Live At The Sunside[9], avec Hamid Drake et William Parker (Futura Marge )
- 2009 : Free 4, avec DAG (Cristal Records)
- 2010 : Lilienmund, avec Raphaël Marc (Sans Bruit)
- 2011 : Courtepointe, Live At the Sunside, avec Mark Helias et Andrew Cyrille (Futura Marge)
- 2012 : Golden Ocean, avec Paul Dunmall, Tony Levin et Miles Levin (Rare Music)
- 2018 : Sea Song(e)s, avec Bruno Tocanne, Antoine Läng et Rémi Gaudillat (Instant Musics Records/Cristal Records)[10]
- 2021 : Twofold Head, en duo avec Simon Goubert (PeeWee!)[4]
- 2023 : Seetu, African Jazz Roots (Simon Goubert, Ablaye Cissoko, Sophia Domancich et Jean-Philippe Viret, PeeWee!)
- 2023 : Les jours rallongent, avec Christiane Bopp et Denis Charolles (Compagnie des musiques à ouïr)

### Comme sider
Avec Pip Pyle
- 1986 : Equipe Out (Voiceprint)
- 1990 : Up! (United States Of Distribution LTD)

Avec Anaïd
- 1986 : Vêtue de noir (auto-produit)[11]
- 1991 : Four Years (JMEC)

Avec John Greaves
- 1990 : Rose c'est la vie (La Lichère)
- 1991 : La Petite bouteille de linge (La Lichère)
- 1994 : Songs (Le Chant du Monde)
- 2003 : The Trouble With Happiness (Le Chant du monde)
- 2018 : Life Size (Manticore)
- 2020 : Passage du nourd ouest (Dark Companion)

Avec l'ONJ de Didier Levallet
- 1997 : ONJ Express
- 1999 : Sequences
- 2000 : Deep Feelings (Frémeaux & Associés)

Avec Simon Goubert
- 2001 : Désormais (Seventh New)
- 2005 : Et après (Ex-Tension)
- 2008 : Background (Le Chant du monde)
- 2017 : Au loin, Simon Goubert et Ablaye Cissoko
- 2019 : Nous Verrons… (EX-TENSION Records)

Autres collaborations
- 1983 : Orchestra II, Mimi Lorenzini et Ann Ballester (Paris Album)
- 1988 : Davenport, Trio Davenport (Vogue)
- 1989 : Pazapa, Alain et Yvon Guillard (Cerise Productions/Gimini Music)
- 1989 : Au-delà des limites, Lydia Domancich (Too Much)
- 1993 : Ciné Club, Jean-Louis Méchali (Quoi de neuf docteur)
- 1994 : Thank You To Be, Peter Gritz
- 1995 : Odessa, Bruno Tocanne Réunion (Night and Day)
- 1996 : Silent Knowledge, Elton Dean Quintet (Orkhestra)
- 1996 : Portraits, Patrice Thomas Quartet (Charlotte Records)
- 1997 : Time of Brightness I, Paul Rogers Quartet (Rare Music)
- 1999 : Living Alive, Stefano Maltese/Open Sound Ensemble (Leo Records)
- 1999 : New Shapes, Éric Barret (Charlotte)
- 2004 : Le Cœur Allant Vers, Stella Vander
- 2005 : Flowers Of Peace, Ramón López/Flowers Trio (Orkhestra)
- 2015 : Soft Boundaries (Volume 7), Hugh Hopper (Gonzo multimédia)
- 2017 : Thollot In Extenso, Jacques Thollot (nato)
- 2019 : Echoes Of Henry Cow, Michel Edelin Quintet (Rogueart)
- 2019 : Révolution, François Corneloup (Label MCO)
- 2020 : Vol pour Sidney (retour), Robin Fincker - Sophia Domancich (1 titre) (nato)
- 2023 : Naked Lunch Pascal Bréchet, François Cotinaud, Philippe Lemoine (Label Musivi)